# كين باين
كين باين (بالإنجليزية: Ken Payne)‏ هو لاعب كرة قدم أمريكية أمريكي، ولد في 6 أكتوبر 1950 في أوكلاهوما سيتي في الولايات المتحدة، وتوفي بنفس المكان في 1 أغسطس 2011.

## وصلات خارجية
- كين باين على موقع مرجع كرة القدم المحترفة.كوم (الإنجليزية)